# Businga (stad)
Businga is een stad in de Democratische Republiek Congo in de provincie Noord-Ubangi. De stad telde volgens de laatste census in 1984 15.459 inwoners en in 2004 naar schatting 28.000 inwoners. De stad is het administratief centrum van het gelijknamige territorium.
Businga ligt aan de Mongala, een zijrivier van de Kongo.
Lingala is er de algemene voertaal.
In de stad ligt de hogeschool Institut Supérieur Pédagogique Businga. Er is ook een ziekenhuis.